# バイオハザード2 悪夢の洞窟
『バイオハザード2 悪夢の洞窟』（バイオハザード2 あくむのどうくつ）は、カプコンのゲームソフト『バイオハザードシリーズ』をS・D・ペリーが小説化したホラーゲームノベライズ。シリーズ第2弾である。作者S・D・ペリーによるシリーズ初のオリジナルストーリーである。翻訳は風間賢二が担当した。

## 出版経緯
- 2004年（平成16年）　『バイオハザード2 悪夢の洞窟』が中央公論新社C★NOVELSより刊行。

書籍情報
バイオハザード2 悪夢の洞窟 2004年 ISBN 4125008736

## あらすじ
クリス、ジル、バリー、レベッカ、ブラッドは死者と怪物の巣窟と化したスペンサー邸から辛くも脱出に成功した。アンブレラを告発しようとする彼等だが、全ての証拠は湮滅されてしまう。そんな彼等のもとをS.T.A.R.S.メイン州支部のデヴィッド・トラップが訪問し、メイン州の研究施設で同じバイオハザードが発生した事を告げる。彼は衛生隊員としてレベッカに作戦に参加して欲しいという。

## 登場キャラクター

### チームメンバー
- レベッカ・チェンバース（Rebecca Chambers）
- スティーヴ・ロペス
- カレン・ドライバー
- デヴィッド・トラップ
- ジョン・アンドリューズ

### 科学者たち
- ニコラス・グリフィス
- ウィリアム・バーキン（William Birkin）
- アラン・キネソン
- ティファニー・チン
- トム・アセンズ
- ライル・アモン
- ルイス・サーマン

### 館からの生還者たち
- クリス・レッドフィールド（Chris Redfield）
- ジル・バレンタイン（Jill Valentine）
- バリー・バートン（Barry Burton）
- ブラッド・ヴィッカーズ（Brad Vickers）
- レベッカ・チェンバース(Rebecca Chambers)

### ラクーン市警
- ラクーン市警本部署長 - ブライアン・アイアンズ（Brian Irons）

### その他
- 謎の男 - トレント